# D'Arcy Carden
Pour les articles homonymes, voir Carden.
D'Arcy Carden, née Darcy Beth Erokan, le 4 janvier 1980 à Danville, (Californie, États-Unis), est une actrice américaine.
Elle se fait connaître, auprès du grand public, par son interprétation de Janet dans la série télévisée The Good Place (2016-2020).

## Biographie

### Jeunesse et formation
Elle est la fille de Lori Engelfried et Dennis Erokan, un fondateur d'un magazine de musique originaire d'Istanbul, en Turquie, qui a immigré en Californie pendant l'adolescence,. Elle a deux sœurs, Miranda et Laney ainsi qu'un frère, Will.
Elle rajoute une apostrophe à l'orthographe de son nom, inspirée par D'arcy Wretzky du groupe The Smashing Pumpkins.
En 1998, elle est diplômée de l'établissement secondaire San Ramon Valley et reçoit plus tard, un baccalauréat en beaux-arts et théâtre de la Southern Oregon University.

### Carrière

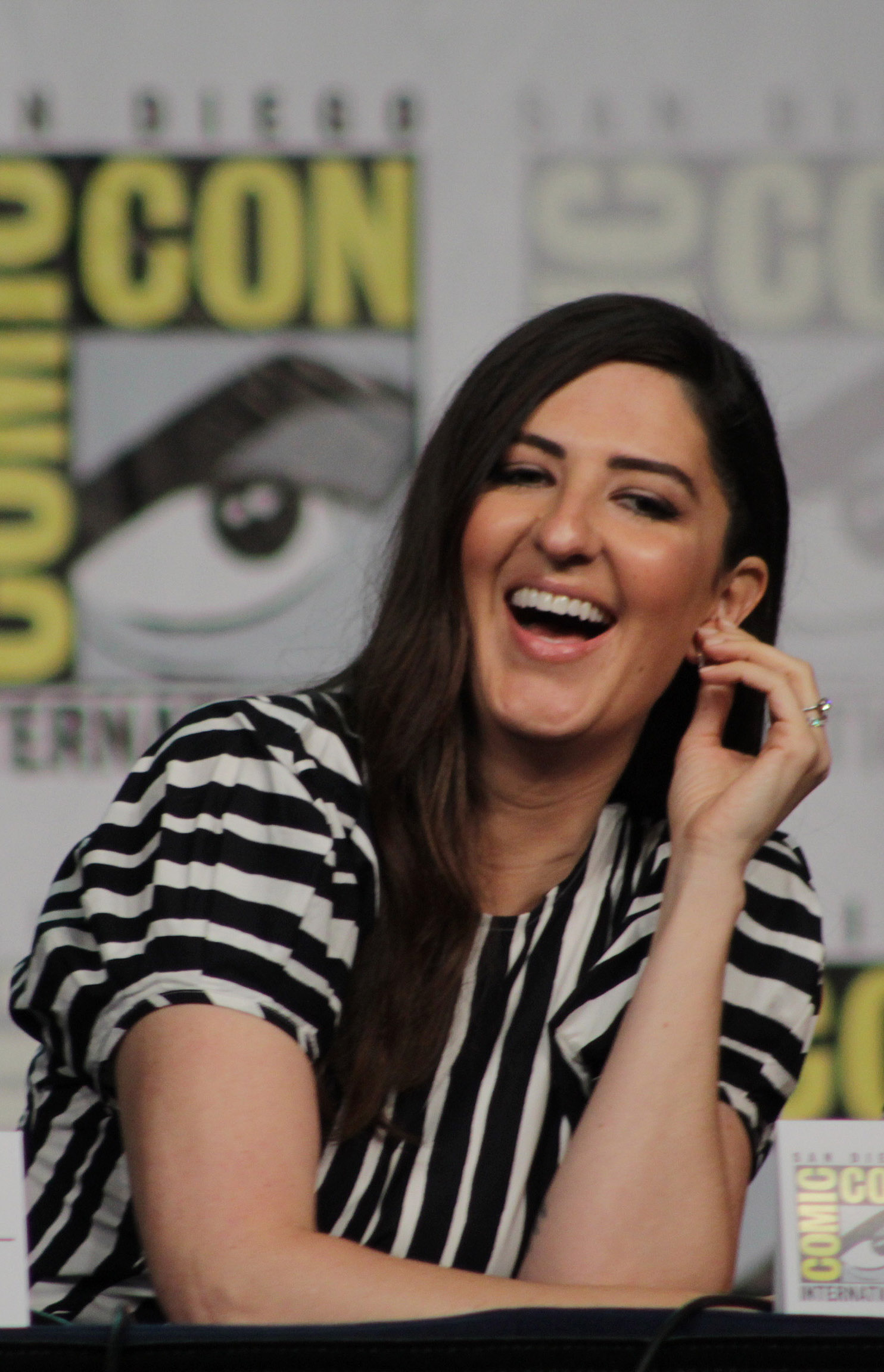
Lors de la convention de fans Comic-Con à San Diego, en 2019, pour la promotion de The Good Place.

Après l'obtention de son diplôme universitaire, Carden déménage à New York. Elle rejoint la troupe d'artistes Venus Rising et apparaît, en 2001, dans Seven Hearts, une comédie musicale sur un groupe d'amis de San Francisco. Puis, elle réalise et produit un spectacle de vacances tout en travaillant comme nounou pour l'acteur Bill Hader.
Un ami invite Carden à un spectacle d'humour improvisé au Upright Citizens Brigade Theatre. Ayant apprécié ce spectacle, elle s'inscrit à leurs cours et commence sa carrière de comédienne, en 2004 en participant à plusieurs sketchs ainsi qu'aux tournées de stand-up d'improvisations,,,.
En 2013, elle joue dans ses premiers longs métrages avec les comédies ISteve et The Sex List.
En 2014, elle obtient un rôle récurrent dans la série Broad City écrite et interprétée par Ilana Glazer et Abbi Jacobson sur Comedy Central. Elle apparaît aussi dans diverses séries télévisées comme Inside Amy Schumer, Crazy Ex-Girlfriend...
En 2016, après un petit rôle dans le film Other People, présenté au Festival du film de Sundance, Carden rejoint la distribution de la comédie The Good Place. Diffusée sur le réseau NBC, aux États-Unis et sur la plateforme Netflix, en France, la série rencontre son public et séduit la critique. En effet, la distribution, l'humour et la narration humoristique ainsi que son côté rafraîchissant et les nombreux rebondissements sont salués,,.
Révélée auprès du grand public par le rôle de cette assistante virtuelle rigolote, elle reçoit de bonnes critiques pour son interprétation. Et elle remporte, deux années consécutives, le Gold Derby Awards de la meilleure actrice secondaire dans une série télévisée comique.
En parallèle, elle obtient un rôle récurrent dans la série du réseau HBO, Barry, et elle est aussi une guest-star dans la série Veep. En 2020, The Good Place est arrêtée à l'issue de la quatrième saison,, l'année où elle prétend au Primetime Emmy Award de la meilleure actrice dans un second rôle dans une série télévisée comique.
En août 2022, Prime Video diffuse Une Equipe hors du commun, une série de huit épisodes écrite par Abbi Jacobson qui interprète également le rôle principal. D'Arcy Carden est Greta, une joueuse de baseball de la All-American Girls Professional Baseball League en 1943.
En mars 2023, elle fait ses débuts sur scène à Broadway dans la pièce de Larissa Fasthorse, The Thanksgiving play, mise en scène par Rachel Chavkin aux côtés de Katie Finneran, Scott Folley et Chris Sullivan.

### Vie privée
Depuis le 31 juillet 2010, elle est mariée à Jason Carden. Le couple s'est rencontré pendant un séjour à Disneyland avec des amis en commun. En 2013, ils emménagent à Los Angeles,.

## Filmographie

### Cinéma

#### Longs métrages
- 2013 : iSteve de Ryan Perez : News Anchor
- 2013 : The Sex List de Maggie Carey : Movie Patron
- 2016 : Other People de Chris Kelly : Jessica
- 2018 : Papi Chulo de John Butler : Susan
- 2019 : Greener Grass de Jocelyn DeBoer et Dawn Luebbe : Miss Human
- 2019 : Flocons d'amour de Luke Snellin : Kira
- 2019 : Scandale de Jay Roach: Rebekah
- 2022 : Shotgun Wedding de Jason Moore : Harriet

#### Courts métrages
- 2011 : Mob Wives de Chris Kelly : Karen Gravano
- 2011 : Bachelorette Ashley Is Single Again de Chris Kelly : Ashley
- 2012 : Mob Wives 2: The Christening de Ryan Perez : Karen Gravano
- 2014 : The Hug d'Alex Richanbach
- 2014 : I Know You Think I Farted de Danny Jelinek : Linda
- 2014 : Patton Oswalt Confronts His Haters de Charles Ingram
- 2014 : Official Redskins Name Change d'Andrew Bush
- 2014 : Haunted House Hunters de Lauren Palmigiano
- 2014 : Waka Flocka Flame Hires  Blunt Roller de Ben Sheehan
- 2014 : We Make That Lemonade de Ian Pfaff : la maman
- 2015 : Sorry: The Women's Apology de Lauren Palmigiano
- 2015 : Unengaged de Lauren Palmigiano : Liz

### Télévision

#### Séries télévisées
- 2008 : Stone Cold Fox : Personnages variés
- 2008 - 2013 : UCB Comedy Originals : Personnages variés (20 épisodes)
- 2009 - 2011 : Rhonda Casting : Rhonda Basmati (6 épisodes - également productrice d'un épisode)
- 2010 : Naked in a Fishbowl : Lucy (3 épisodes)
- 2011 : Diamonds Wow! : rôle non communiqué (1 épisode)
- 2011 - 2012 : Jest Originals : Personnage variés (4 épisodes)
- 2013 : Inside Amy Schumer : Emily (1 épisode)
- 2013 : Above Average Presents (1 épisode)
- 2013 : Funnie or Die Presents... (1 épisode)
- 2013 - 2015 : Comedy Bang! Bang! : Barbara Fleen / L'assistante (2 épisodes)
- 2014 - 2016 : CollegeHumor Originals : Personnage variés (4 épisodes)
- 2014 - 2019 : Broad City : Gemma (5 épisodes)
- 2015 : Gay of Thrones : D'Arcy (1 épisode)
- 2015 : Adam Ruins Everything : La future épouse (1 épisode)
- 2016 : Crazy Ex-Girlfriend : une figurante (1 épisode)
- 2016 - 2020 : The Good Place : Janet (50 épisodes)
- 2017 : Veep : membre du congrès (1 épisode)
- 2018 : Bonding : Daphne (3 épisodes)
- 2018  - 2020 : American Dad! : Sophia (voix, 2 épisodes)
- 2018 - 2023 : Barry : Natalie Greer (20 épisodes)
- 2019 : Human Discoveries : Leader Elk (1 épisode)
- 2019 - 2020 : The Rocketeer : Polly Poly / Ava (animation - voix originale, 4 épisodes)
- 2020 : Single Parents : Kay (1 épisode)
- 2022 : Une Equipe hors du commun : Greta Gill (8 épisodes)
- 2024 : Nobody Wants This : Ryann (3 épisodes)
- 2024 : Espion à l’ancienne : Professeur Della Denunzio (1 épisode "The Spy Who Came in from the Cold")
- 2025 : The Handmaid's Tale : La Servante Écarlate : Tante Phoebe / Ava (saison 6)
- 2025 : Adults : Allison (1 épisode "The Mail")

#### Téléfilms
- 2009 : Homeschooled de John Kingman : Betty
- 2010 : Pet-O-Rama de Keith DeCristo : D'Arcy
- 2022 : Shotgun Wedding : Harriet

### Clip vidéo
- 2013 : Anna Kendrick Goes K-POP with F(x)
- 2017 : Hurry up! par le duo américain Superfruit.

## Théâtre
- 2023 : The Thanksgiving play de Larissa Fasthorse, mise en scène de Rachel Chavkin, au théâtre Hayes à New York[20].

## Distinctions
Sauf indication contraire ou complémentaire, les informations mentionnées dans cette section proviennent de la base de données IMDb.

### Récompenses
- Gold Derby Awards 2018 : meilleure actrice dans un second rôle dans une série télévisée comique pour The Good Place
- Gold Derby Awards 2019 : meilleure actrice dans un second rôle dans une série télévisée comique pour The Good Place
- Online Film & Television Association 2020 : meilleure actrice dans un second rôle dans une série télévisée comique pour The Good Place
- Theatre World Awards 2023 : meilleur début dans une pièce à Broadway pour The Thanksgiving play[22]

### Nominations
- Gold Derby Awards 2018 : meilleure distribution de l'année dans une série télévisée pour The Good Place[23]
- Online Film & Television Association 2018 : meilleure actrice dans un second rôle dans une série télévisée comique pour The Good Place
- Gold Derby Awards 2019 : meilleure actrice dans un second rôle dans une série télévisée comique de la décennie pour The Good Place
- Online Film & Television Association 2019 : meilleure actrice dans un second rôle dans une série télévisée comique pour The Good Place
- 25e cérémonie des Screen Actors Guild Awards 2019 : meilleure distribution pour une série télévisée comique dans Barry
- Critics' Choice Television Awards 2020 : meilleure actrice dans un second rôle dans une série télévisée comique pour The Good Place
- Gold Derby Awards 2020 : meilleure actrice dans un second rôle dans une série télévisée comique de la décennie pour The Good Place
- 26e cérémonie des Screen Actors Guild Awards 2020 : meilleure distribution pour une série télévisée comique dans The Good Place[23]
- 72e cérémonie des Primetime Emmy Awards 2020 : meilleure actrice dans un second rôle dans une série télévisée comique dans The Good Place
- 89è cérémonie des Drama League Awards 2023 : meilleure performance pour la pièce A Thanksgiving play [24]
- Screen Actors Guild Awards 2023 : meilleure distribution pour une série télévisée comique pour Barry